# San Jorge (Nicaragua)
San Jorge è un comune del Nicaragua facente parte del dipartimento di Rivas.